# Bernhard von Gélieu

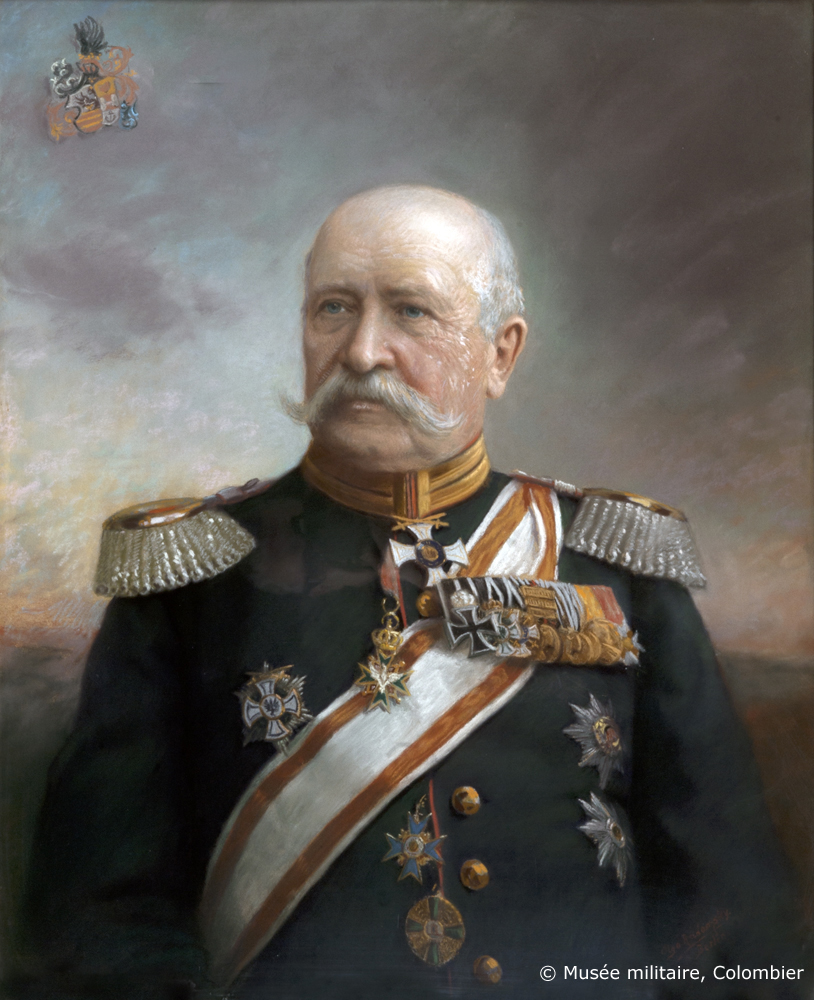
Bernard de Gélieu vers 1890

Bernard von Gélieu (eigentlich französisch: Bernard de Gélieu; * 28. September 1828 in Neuenburg; † 20. April 1907 in Potsdam) war ein aus dem heutigen Kanton Neuenburg stammender preußischer General der Infanterie.

## Leben
Bernard war der Sohn des reformierten Pfarrers Bernard de Gélieu und dessen Ehefrau Emilie, geborene von Bondeli sowie ein Enkel des seinerzeit als Bienenforscher bekannten Pfarrers Jonas de Gélieu; seine Schwester Rose-Albertine (* 27. Oktober 1823 in Colombier; † 6. März 1898) war mit dem Geistlichen Louis-Constant Henriod verheiratet. Er besuchte das Gymnasium in Neuchâtel und begann ein Studium der Theologie.

### Militärkarriere

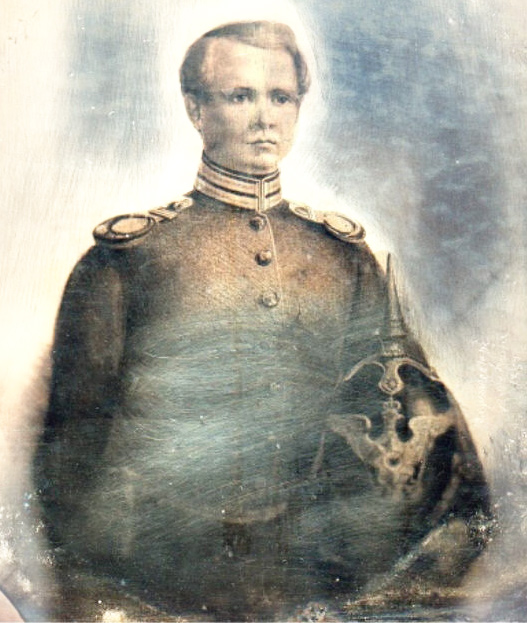
Bernard von Gélieu als Seconde-Lieutenant (Daguerreotypie von 1848)

1847 schloss er sich einem Freiwilligenbataillon an, das von royalistischen Neuchâtellern gegen die im Fürstentum Neuchâtel erstarkende republikanische Bewegung gebildet wurde. Hieraus erwuchs sein Wunsch, Berufsoffizier zu werden. Dabei versuchte er zunächst, eine Offiziersstelle in der französischen Armee zu erhalten. Auf Anregung eines Freundes der Familie bewarb er sich aber auch im Januar 1848 um ein Offizierspatent beim Garde-Schützen-Bataillon der Preußischen Armee in Berlin. Das Bataillon war 1814 für Freiwillige aus dem Fürstentum Neuchâtel gegründet worden und der Staatsrat (Conseil d’Etat) des Fürstentums besaß ein Vorschlagsrecht für die Offiziersstellen des Bataillons. Am 17. Januar 1848 wurde Gélieu vom Staatsrat auf eine Offizierstelle des Garde-Schützen-Bataillons vorgeschlagen. Er verließ Neuchâtel kurz nach der Revolution vom 1. März 1848, welche die Abschaffung der monarchistischen Herrschaft zur Folge hatte und begab sich nach Berlin, wo er am 9. April 1848 als außerplanmäßiger Secondeleutnant in das Bataillon aufgenommen wurde. Er war damit der letzte aus Neuchâtel stammende Offizier des Garde-Schützen-Bataillons.
Bereits kurz nach seiner Eingliederung in das Bataillon nahm Gélieu am ersten Krieg um Schleswig-Holstein teil. Im August 1848 erfolgte die Ernennung zum planmäßigen Secondeleutnant. Ab Ende September 1848 nahm er an Verhaftungsaktionen gegen demokratisch gesinnte Persönlichkeiten im Spreewald teil. Im August 1855 wurde Gélieu zum Premierleutnant ernannt.

#### Aufstand in Neuchâtel
Als die royalistischen Kräfte in Neuchâtel im Anschluss an die Wahlen des Jahres 1856 die Möglichkeit sahen, die republikanische Verfassung zu beseitigen und den preußischen König Friedrich Wilhelm IV. wieder in seine Rechte als Fürst von Neuchâtel einzusetzen, beteiligte sich Gélieu als Adjutant des royalistischen Führers Graf Pourtalès-Steiger in preußischer Armeeuniform an den Kämpfen in Neuchâtel, deren Ausgang zum sogenannten Neuenburgerhandel führte. Nach der Niederwerfung des Aufstandes durch schweizerische Bundestruppen floh der mit Haftbefehl gesuchte Gélieu über Bern zurück nach Berlin und versuchte, Unterstützung für die gefangen genommenen Aufständischen zu erreichen. Seiner in Hamburg lebenden Schwester teilte er mit, von den in Berlin politisch Verantwortlichen ungnädig aufgenommen worden zu sein, zumal seine Teilnahme an dem Aufstand in preußischer Uniform als Indiz für eine unmittelbare Beteiligung Preußens angesehen worden sei. Zuspruch wollte er lediglich von dem damaligen Prinzen von Preußen, dem späteren Kaiser Wilhelm I. erfahren haben, der ihm angeraten habe, nicht aus der Armee auszuscheiden. Die persönliche Beziehung zu Wilhelm I. förderte, nachdem dieser zunächst die Regentschaft und nach dem Tod Friedrich Wilhelms IV. den preußischen Thron erlangt hatte, die Karriere Gélieus, die im Übrigen auch durch den Kronprinzen Friedrich Wilhelm unterstützt wurde.

#### Königgrätz

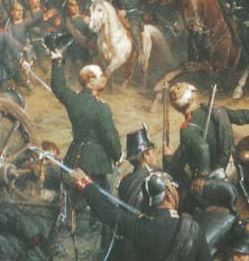
Bernard von Gélieu als Hauptmann, Ausschnitt aus dem Gemälde Beginn der Verfolgung bei Königgrätz von Christian Sell

1860 wurde Gélieu zum Hauptmann befördert und nahm als solcher 1866 am Krieg gegen Österreich teil. In der Schlacht bei Königgrätz konnte die von ihm geführte Kompanie des Garde-Schützen-Bataillons bei Lipa eine österreichische Artilleriestellung eroberte. Als Wilhelm I. nach der Schlacht die eroberten Stellungen abritt, begrüßte Gélieu ihn mit dem Ruf „Vive le Roi!“, den der König mit den Worten „Merci, mon brave Neuchâtelois!“ erwiderte. Die entsprechende Szene wurde in mehreren Gemälden von Christian Sell dargestellt. Während des Krieges von 1866 nahm er auch Kontakte zu Offizieren der Schweizerischen Armee auf. Bis zum Tod Wilhelms I. wiederholte Gélieu jährlich zum Tag von Königgrätz den Gruß „Vive le Roi!“, den der preußische König und spätere Kaiser ihm regelmäßig dankte.

#### Thüringische Infanterieregimenter
Im Oktober 1867 wurde Gélieu zum Major befördert und in das 5. Thüringische Infanterie-Regiment nach Weimar versetzt, mit dem er 1870 am Deutsch-Französischen Krieg teilnahm. Zum Oberstleutnant befördert, kommandierte er zunächst die Zitadellen von Sedan und Chartres, im Februar 1871 sicherte er als Kommandant des Forts Rosny die Kämpfe der französischen Truppen gegen die Pariser Kommune. 1873 wurde Gélieu Kommandeur des 4. Thüringischen Infanterie-Regiments. Am Jahrestag der Schlacht von Königgrätz wurde Gélieu 1875 zum Oberst befördert und kurz darauf zum Kommandanten der Festung Neubreisach ernannt. 1877 veröffentlichte er in einem Neuchâteller Verlag „Militärische Plaudereien eines alten Offiziers für seine jungen Schweizer Landsleute“, die zugleich eine Aussöhnung mit seiner schweizerischen Heimat darstellen.

#### Kommandant von Koblenz
Am 11. Dezember 1880 ernannte Kaiser Wilhelm I. Gélieu zum Kommandanten der Festungen Koblenz und Ehrenbreitstein. Da der Kaiser Frühjahr und Herbst regelmäßig in Bad Ems verbrachte und Kaiserin Augusta in dieser Zeit Koblenz zur weiteren Residenz neben Berlin und Potsdam machte, stellte die Ernennung ein bedeutendes, dem Hof zugeordnetes Kommando dar. Seine Tochter Sophie wurde in dieser Zeit Hofdame der Kaiserin in Koblenz. Im April 1881 zum Generalmajor ernannt, wurde Gélieu im April 1886 zum Generalleutnant befördert.

#### Ruhestand
1890 erbat Gélieu seinen Abschied. Dieser wurde ihm am 14. Mai 1890 unter Verleihung des Charakters als General der Infanterie gewährt. Gleichzeitig wurde Gélieu à la suite des Garde-Schützen-Bataillons gestellt und erhielt das Recht, die Uniform des Bataillons zu tragen.

### Letzte Jahre
Gélieu verbrachte seine letzten Lebensjahre zunächst im Tiergartenviertel in Berlin und später in Potsdam. In dieser Zeit nahm er Kontakte zu Verwandten der Familie in Frankreich auf und erneuerte seine Beziehungen nach Neuchâtel. Ein Gélieu darstellendes Pastellbild befindet sich im Kasino des Schlosses von Colombier NE. Er starb 1907 nach einem Schlaganfall und wurde auf dem Neuen Friedhof in Potsdam beigesetzt.

### Familie
Gélieu heiratete am 11. Oktober 1860 Hedwig von Wittken (1838–1924), die aus einer alten pommerschen Adels- und Offiziersfamilie stammte und die Tochter der Auguste Dietze und des späteren Generalleutnant und Genealogen George von Wittken war. Aus der Ehe von Hedwig und Berehard gingen folgende Kinder hervor:
- Sophie-Charlotte (1861–1944) ⚭ August von Seebeck (1834–1914), preußischer General der Infanterie
- Bernard (1864–1926), preußischer Generalmajor ⚭ Margarete Dietz (1873–1934)
- Heinrich (1866–1922), Beamter des Norddeutschen Lloyd ⚭ Emma Klinghoff (1884–1918)
- Hedwig (1878–1954) ⚭ 1897 Friedrich von Götz und Schwanenflies (* 1871)

## Auszeichnungen
- Roter Adlerorden I. Klasse mit Eichenlaub[1]
- Kronenorden I. Klasse mit Schwertern am Ringe[1]
- Stern der Komtur des Königlichen Hausordens von Hohenzollern mit Schwertern am Ringe[1]
- Eisernes Kreuz (1870) II. Klasse[1]
- Preußisches Dienstauszeichnungskreuz[1]
- Komtur II. Klasse des Ordens vom Zähringer Löwen[1]
- Bayerischer Militärverdienstorden I. Klasse[1]
- Mecklenburgisches Militärverdienstkreuz II. Klasse[1]
- Kommandeur des Ordens vom Weißen Falken mit Schwertern[1]
- Offizier des Belgischen Leopoldsordens[1]

## Werke
- Causeries Militaires d'un vieil officier à ses jeunes compatriotes suisses. Librairie J. Sandoz, Neuchâtel 1877.
- Die vereinfachte Medizin, oder Complexe Homöopathie. Übersetzung des Buches von A. Clerc, Basel 1892.